# Seznam hlav států v roce 2017
V seznamu hlav států v roce 2017 jsou uvedeni nejvyšší představitelé všech nezávislých států, kteří vládli v roce 2017. Seznam je seřazen abecedně podle světadílů. Jsou zde uvedeny nejvyšší hlavy států (prezidenti, králové, atd.) a předsedové vlád (pokud taková funkce existuje), případně i další významné státní funkce (typicky generální guvernér zastupující britskou královnu nebo faktické hlavy států, pokud se liší od nominálních hlav).
V seznamu je uvedeno i několik území se sporným mezinárodním postavením, která jsou de facto nezávislá, de iure jsou ale součástí některého jiného státu.

## Afrika
| Název státu                  | Státní vlajka | Hlava státu | Předseda vlády |
| ---------------------------- | ------------- | --- | --- |
| Alžírsko                     |               | prezident Abdelazíz Buteflika | Abdelmalek Sellal (do 25. 5.) Abdelmadjid Tebboune (od 25. 5. do 16. 8.) Ahmed Ouyahia (od 16. 8.)                      |
| Angola                       |               | prezident José Eduardo dos Santos (do 26. 9.) prezident João Lourenço (od 26. 9.)                                                             | José Eduardo dos Santos (do 26. 9.) João Lourenço (od 26. 9.)                                                           |
| Benin                        |               | prezident Patrice Talon | Patrice Talon |
| Botswana                     |               | prezident Ian Khama | Ian Khama |
| Burkina Faso                 |               | prezident Roch Marc Christian Kaboré | Paul Kaba Thieba |
| Burundi                      |               | prezident Pierre Nkurunziza | Pierre Nkurunziza |
| Čad                          |               | prezident Idriss Déby | Albert Pahimi Padacké                                                                                                   |
| DR Kongo                     |               | prezident Joseph Kabila | Samy Badibanga (do 18. 5.) Bruno Tshibala (od 18. 5.)                                                                   |
| Džibutsko                    |               | prezident Ismaïl Omar Guelleh | Abdoulkader Kamil Mohamed                                                                                               |
| Egypt                        |               | prezident Abd al-Fattáh as-Sísí | Sherif Ismail |
| Eritrea                      |               | prezident Isaias Afwerki | Isaias Afwerki |
| Etiopie                      |               | prezident Mulatu Teshome Wirtu | Hailemariam Desalegn |
| Gabon                        |               | prezident Ali Bongo Ondimba | Emmanuel Issoze-Ngondet                                                                                                 |
| Gambie                       |               | prezident Yahya Jammeh (do 19. 1.) prezident Adama Barrow (od 19. 1.)                                                                         | Yahya Jammeh (do 19. 1.) Adama Barrow (od 19. 1.)                                                                       |
| Ghana                        |               | prezident John Dramani Mahama (do 7. 1.) prezident Nana Addo Dankwa Akufo-Addo (od 7. 1.)                                                     | John Dramani Mahama (do 7. 1.) Nana Addo Dankwa Akufo-Addo (od 7. 1.)                                                   |
| Guinea                       |               | prezident Alpha Condé | Mamady Youla |
| Guinea-Bissau                |               | prezident José Mário Vaz | Umaro Sissoco Embalo |
| Jihoafrická republika        |               | prezident Jacob Zuma | Jacob Zuma |
| Jižní Súdán                  |               | prezident Salva Kiir Mayardit | Salva Kiir Mayardit |
| Kamerun                      |               | prezident Paul Biya | Philémon Yang |
| Kapverdy                     |               | prezident Jorge Carlos Fonseca | Ulisses Correia e Silva                                                                                                 |
| Keňa                         |               | prezident Uhuru Kenyatta | Uhuru Kenyatta |
| Komory                       |               | prezident Azali Assoumani | Azali Assoumani |
| Lesotho                      |               | král Letsie III. | Pakalitha Mosisili (do 16. 6.) Tom Thabane (od 16. 6.)                                                                  |
| Libérie                      |               | prezidentka Ellen Johnsonová-Sirleafová | Ellen Johnsonová-Sirleafová                                                                                             |
| Libye                        |               | předseda poslanecké sněmovny Akila Saleh Issa předseda Prezidentské rady Fayez al-Sarraj                                                      | Abdullah al-Thani Fayez al-Sarraj (předseda vlády národní jednoty) Omar al-Hassi (předseda vlády Vrchní revoluční rady) |
| Madagaskar                   |               | prezident Hery Rajaonarimampianina | Olivier Mahafaly Solonandrasana                                                                                         |
| Malawi                       |               | prezident Peter Mutharika | Peter Mutharika |
| Mali                         |               | prezident Ibrahim Boubacar Keïta | Modibo Keita (do 10. 4.) Abdoulaye Idrissa Maïga (od 10. 4. do 31. 12.) Soumeylou Boubèye Maïga (od 31. 12.)            |
| Maroko                       |               | král Mohamed VI. | Abdelilah Benkirane (do 5. 4.) Saadaddín Usmání (od 5. 4.)                                                              |
| Mauricius                    |               | prezidentka Ameenah Guribová | Sir Anerood Jugnauth (do 23. 1.) Pravind Jugnauth (od 23. 1.)                                                           |
| Mauritánie                   |               | prezident Mohamed Ould Abdel Aziz | Yahya Ould Hademine |
| Mosambik                     |               | prezident Filipe Nyusi | Carlos Agostinho do Rosário                                                                                             |
| Namibie                      |               | prezident Hage Geingob | Saara Kuugongelwa-Amadhila                                                                                              |
| Niger                        |               | prezident Mahamadou Issoufou | Brigi Rafini |
| Nigérie                      |               | prezident Muhammadu Buhari | Muhammadu Buhari |
| Pobřeží slonoviny            |               | prezident Alassane Ouattara | Daniel Kablan Duncan (do 10. 1.) Amadou Gon Coulibaly (od 10. 1.)                                                       |
| Republika Kongo              |               | prezident Denis Sassou-Nguesso | Clément Mouamba |
| Rovníková Guinea             |               | prezident Teodoro Obiang Nguema Mbasogo | Francisco Pascual Obama Asue                                                                                            |
| Rwanda                       |               | prezident Paul Kagame | Anastase Murekezi (do 30. 8.) Edouard Ngirente (od 30. 8.)                                                              |
| Senegal                      |               | prezident Macky Sall | Mohamed Dionne |
| Seychely                     |               | prezident Danny Faure | Danny Faure |
| Sierra Leone                 |               | prezident Ernest Bai Koroma | Ernest Bai Koroma |
| Somálsko                     |               | prezident Hassan Sheikh Mohamud (do 8. 2.) prezident Mohamed Abdullahi Mohamed (od 8. 2.)                                                     | Omar Abdirashid Ali Sharmarke (do 1. 3.) Hassan Ali Khaire (od 1. 3.)                                                   |
| Středoafrická republika      |               | prezident Faustin-Archange Touadéra | Simplice Sarandji |
| Súdán                        |               | prezident Umar al-Bašír | Umar al-Bašír (do 2. 3.) Bakri Hassan Saleh (od 2. 3., funkce obnovena)                                                 |
| Svatý Tomáš a Princův ostrov |               | prezident Evaristo Carvalho | Patrice Trovoada |
| Svazijsko                    |               | král Mswati III. | Barnabas Sibusiso Dlamini                                                                                               |
| Tanzanie                     |               | prezident John Magufuli | Kassim Majaliwa |
| Togo                         |               | prezident Faure Gnassingbé | Komi Selom Klassou |
| Tunisko                      |               | prezident Kaíd Sibsí | Youssef Chahed |
| Uganda                       |               | prezident Yoweri Museveni | Ruhakana Rugunda |
| Zambie                       |               | prezident Edgar Lungu | Edgar Lungu |
| Zimbabwe                     |               | prezident Robert Mugabe (do 21. 11.) úřadující prezident Phelekezela Mphoko (od 21. 11. do 24. 11.) prezident Emmerson Mnangagwa (od 24. 11.) | Robert Mugabe (do 21. 11.) Phelekezela Mphoko (od 21. 11. do 24. 11.) Emmerson Mnangagwa (od 24. 11.)                   |

## Asie
| Název státu             | Státní vlajka | Hlava státu | Předseda vlády |
| ----------------------- | ------------- | --- | --- |
| Afghánistán             |               | prezident Ašraf Ghaní | Abdulláh Abdulláh (tzv. výkonný premiér)                                                                          |
| Arménie                 |               | prezident Serž Sarkisjan | Karen Karapetyan                                                                                                  |
| Ázerbájdžán             |               | prezident Ilham Alijev | Artur Rasizada |
| Bahrajn                 |               | král Hamad bin Ísá Ál Chalífa | Chalífa ibn Salmán Al Chalífa                                                                                     |
| Bangladéš               |               | prezident Abdul Hamid | Šajch Hasína Vadžídová                                                                                            |
| Bhútán                  |               | král Džigme Khesar Namgjel Wangčhug                                                                                                  | Tshering Tobgay                                                                                                   |
| Brunej                  |               | sultán Hassanal Bolkiah | Hassanal Bolkiah                                                                                                  |
| Čína                    |               | prezident Si Ťin-pching | Li Kche-čchiang                                                                                                   |
| Filipíny                |               | prezident Rodrigo Duterte | Rodrigo Duterte                                                                                                   |
| Gruzie                  |               | prezident Giorgi Margvelašvili | Giorgi Kvirikašvili                                                                                               |
| Indie                   |               | prezident Pranab Mukherdží (do 25. 7.) prezident Rám Náth Kóvind (od 25. 7.)                                                         | Naréndra Módí |
| Indonésie               |               | prezident Joko Widodo | Joko Widodo |
| Irák                    |               | prezident Fuád Masúm | Hajdar Abádí |
| Írán                    |               | duchovní vůdce (faktická hlava státu) Sajjid Alí Chameneí                                                                            | prezident (nominální hlava státu) Hasan Rúhání                                                                    |
| Izrael                  |               | prezident Re'uven Rivlin | Benjamin Netanjahu                                                                                                |
| Japonsko                |               | císař Akihito | Šinzó Abe |
| Jemen                   |               | prezident Abd Rabú Mansúr Hádí předseda Nejvyšší politické rady Salih Ali al-Samad                                                   | Ahmad Ubajd bin Daghr Abdul Aziz Bin Habtour (předseda vlády Nejvyšší politické rady)                             |
| Jižní Korea             |               | dočasný prezident Hwang Kjo-an (do 10. 5.) prezident Mun Če-in (od 10. 5.)                                                           | Hwang Kjo-an (do 11. 5.) Yoo Il-ho (od 11. 5. do 31. 5., dočasný) I Nak-jon (od 31. 5.)                           |
| Jordánsko               |               | král Abdalláh II. | Hani al-Mulki |
| Kambodža                |               | král Norodom Sihamoni | Hun Sen |
| Katar                   |               | emír Tamím bin Hamad Ál Thání | Abdalláh bin Násir Chalífa Sání                                                                                   |
| Kazachstán              |               | prezident Nursultan Nazarbajev | Bakytzhan Sagintayev                                                                                              |
| Kuvajt                  |               | emír Sabah al-Ahmad as-Sabah | Džábir Mubárak Hamad Sabah                                                                                        |
| Kyrgyzstán              |               | prezident Almazbek Atambajev (do 24. 11.) prezident Sooronbaj Žeenbekov (od 24. 11.)                                                 | Sooronbaj Žeenbekov (do 22. 8.) Muhammetkalij Abulgazijev (od 22. 8. do 26. 8., dočasný) Sapar Isakov (od 26. 8.) |
| Laos                    |               | prezident Bunnhang Voračith | Thongloun Sisoulith                                                                                               |
| Libanon                 |               | prezident Michel Aoun | Saad Harírí |
| Malajsie                |               | sultán Muhammad V. Kelantanský | Najib Tun Razak                                                                                                   |
| Maledivy                |               | prezident Abdalláh Jamín | Abdalláh Jamín |
| Mongolsko               |               | prezident Cachjagín Elbegdordž (do 10. 7.) prezident Chaltmágín Battulga (od 10. 7.)                                                 | Jargaltulga Erdenebat (do 4. 10.) Uchnaagijn Chürelsüch (od 4. 10.)                                               |
| Myanmar                 |               | prezident Tchin Ťjo | Aun Schan Su Ťij (státní poradkyně)                                                                               |
| Nepál                   |               | prezidentka Bidhjá Déví Bhandáríová                                                                                                  | Pušpa Kamal Dahal (do 31. 5.) Šér Bahádur Deuba (od 7. 6.)                                                        |
| Omán                    |               | sultán Kábús bin Saíd | Kábús bin Saíd |
| Pákistán                |               | prezident Mamnún Husajn | Naváz Šaríf (do 28. 7.) funkce neobsazena (od 28. 7. do 1. 8.) Šahíd Chakan Abbásí (od 1. 8.)                     |
| Saúdská Arábie          |               | král Salmán bin Abd al-Azíz | Salmán bin Abd al-Azíz                                                                                            |
| Severní Korea           |               | nejvyšší vůdce Kim Čong-un | Pak Pong Ju |
| Singapur                |               | prezident Tony Tan (do 31. 8.) dočasný prezident Joseph Yuvaraj Pillay (od 1. 9. do 14. 9.) prezidentka Halimah Yacobová (od 14. 9.) | Lee Hsien Loong                                                                                                   |
| Spojené arabské emiráty |               | prezident Chalífa bin Zájid Ál Nahján                                                                                                | Muhammad bin Rášid Ál Maktúm                                                                                      |
| Srí Lanka               |               | prezident Maithripala Sirisena | Ranil Wickremesinghe                                                                                              |
| Sýrie                   |               | prezident Bašár al-Asad | Imad Khamis |
| Tádžikistán             |               | prezident Emomalii Rachmon | Kokhir Rasulzoda                                                                                                  |
| Thajsko                 |               | král Ráma X. | Prajutch Čan-Oča (vojenský premiér)                                                                               |
| Turecko                 |               | prezident Recep Tayyip Erdoğan | Binali Yıldırım                                                                                                   |
| Turkmenistán            |               | prezident Gurbanguly Berdimuhamedow                                                                                                  | Gurbanguly Berdimuhamedow                                                                                         |
| Uzbekistán              |               | prezident Shavkat Mirziyoyev | Abdulla Aripov |
| Vietnam                 |               | prezident Trần Đại Quang | Nguyễn Xuân Phúc                                                                                                  |
| Východní Timor          |               | prezident Taur Matan Ruak (do 20. 5.) prezident Francisco Guterres (od 20. 5.)                                                       | Rui Maria de Araújo (do 15. 9.) Mari Alkatiri (od 15. 9.)                                                         |

## Evropa
| Název státu         | Státní vlajka | Hlava státu | Předseda vlády |
| ------------------- | ------------- | --- | --- |
| Albánie             |               | prezident Bujar Nishani (do 24. 7.) prezident Ilir Meta (od 24. 7.) | Edi Rama |
| Andorra             |               | spolukníže François Hollande (do 14. 5.) (zastupován Jean-Pierrem Huguesem) spolukníže Emmanuel Macron (od 14. 5.) (zastupován Patrickem Strzodou) a spolukníže biskup Joan Enric Vives Sicília (zastupován Josepem Mariou Maurim) | Antoni Martí Petit |
| Belgie              |               | král Filip | Charles Michel |
| Bělorusko           |               | prezident Alexandr Lukašenko | Andrej Kobjakov |
| Bosna a Hercegovina |               | předsednictvo: Mladen Ivanič (Srb), Željko Dragan Čovič (Chorvat), Bakir Izetbegović (Bosňák) | Denis Zvizdić |
| Bulharsko           |               | prezident Rosen Plevneliev (do 22. 1.) prezident Rumen Radev (od 22. 1.) | Bojko Borisov (do 24. 1.) Ognjan Gerdžikov (od 24. 1. do 4. 5., dočasný) Bojko Borisov (od 4. 5.)                                               |
| Černá Hora          |               | prezident Filip Vujanović | Duško Marković |
| Česko               |               | prezident Miloš Zeman | Bohuslav Sobotka (do 13. 12.) Andrej Babiš (od 13. 12.)                                                                                         |
| Dánsko              |               | královna Markéta II. | Lars Løkke Rasmussen |
| Estonsko            |               | prezidentka Kersti Kaljulaidová | Jüri Ratas |
| Finsko              |               | prezident Sauli Niinistö | Juha Sipilä |
| Francie             |               | prezident François Hollande (do 14. 5.) prezident Emmanuel Macron (od 14. 5.) | Bernard Cazeneuve (do 15. 5.) Édouard Philippe (od 15. 5.)                                                                                      |
| Chorvatsko          |               | prezidentka Kolinda Grabarová Kitarovičová | Andrej Plenković |
| Irsko               |               | prezident Michael D. Higgins | Enda Kenny (do 14. 6.) Leo Varadkar (od 14. 6.)                                                                                                 |
| Island              |               | prezident Guðni Thorlacius Jóhannesson | Sigurður Ingi Jóhannsson (do 11. 1.) Bjarni Benediktsson (od 11. 1. do 30. 11.) Katrín Jakobsdóttir (od 30. 11.)                                |
| Itálie              |               | prezident Sergio Mattarella | Paolo Gentiloni |
| Kypr                |               | prezident Nikos Anastasiadis | Nikos Anastasiadis |
| Lichtenštejnsko     |               | kníže Hans Adam II. a regent Alois z Lichtenštejna | Adrian Hasler |
| Litva               |               | prezidentka Dalia Grybauskaitė | Saulius Skvernelis |
| Lotyšsko            |               | prezident Raimonds Vējonis | Māris Kučinskis |
| Lucembursko         |               | velkovévoda Henri | Xavier Bettel |
| Maďarsko            |               | prezident János Áder | Viktor Orbán |
| Makedonie           |               | prezident Gjorgje Ivanov | Emil Dimitriev (do 31. 5.) Zoran Zaev (od 31. 5.)                                                                                               |
| Malta               |               | prezidentka Marie Louise Coleiro Preca | Joseph Muscat |
| Moldavsko           |               | prezident Igor Dodon | Pavel Filip |
| Monako              |               | kníže Albert II. | Serge Telle |
| Německo             |               | spolkový prezident Joachim Gauck (do 19. 3.) spolkový prezident Frank-Walter Steinmeier (od 19. 3.) | spolková kancléřka Angela Merkelová |
| Nizozemsko          |               | král Vilém-Alexandr | Mark Rutte |
| Norsko              |               | král Harald V. | Erna Solbergová |
| Polsko              |               | prezident Andrzej Duda | Beata Szydłová (do 11. 12.) Mateusz Morawiecki (od 11. 12.)                                                                                     |
| Portugalsko         |               | prezident Marcelo Rebelo de Sousa | António Costa |
| Rakousko            |               | předsednictvo Národní rady Doris Buresová, Karlheinz Kopf a Norbert Hofer (dočasně do 26. 1.) spolkový prezident Alexander Van der Bellen (od 26. 1.)                                                                              | kancléř Christian Kern (do 18. 12.) kancléř Sebastian Kurz (od 18. 12.)                                                                         |
| Rumunsko            |               | prezident Klaus Iohannis | Dacian Cioloș (do 4. 1.) Sorin Grindeanu (od 4. 1. do 29. 6.) Mihai Tudose (od 29. 6.)                                                          |
| Rusko               |               | prezident Vladimir Putin | Dmitrij Medveděv |
| Řecko               |               | prezident Prokopis Pavlopulos | Alexis Tsipras |
| San Marino          |               | kapitáni – regenti Marino Riccardi a Fabio Berardi (do 1. 4.) kapitánky – regentky Mimma Zavoli a Vanessa D'Ambrosio (od 1. 4. do 1. 10.) kapitáni – regenti Matteo Fiorini a Enrico Carattoni (od 1. 10.)                         | Marino Riccardi a Fabio Berardi (do 1. 4.) Mimma Zavoli a Vanessa D'Ambrosio (od 1. 4. do 1. 10.) Matteo Fiorini a Enrico Carattoni (od 1. 10.) |
| Slovensko           |               | prezidentka Zuzana Čaputová | Eduard Heger |
| Slovinsko           |               | prezident Borut Pahor | Miro Cerar |
| Spojené království  |               | královna Alžběta II. | Theresa Mayová |
| Srbsko              |               | prezident Tomislav Nikolić (do 31. 5.) prezident Aleksandar Vučić (od 31. 5.) | Aleksandar Vučić (do 31. 5.) Ivica Dačić (od 31. 5. do 29. 6., dočasný) Ana Brnabićová (od 29. 6.)                                              |
| Španělsko           |               | král Filip VI. Španělský | Mariano Rajoy |
| Švédsko             |               | král Karel XVI. Gustav | Stefan Löfven |
| Švýcarsko           |               | prezidentka Doris Leuthardová | Doris Leuthardová |
| Ukrajina            |               | prezident Volodymyr Zelenskyj | Denys Šmyhal |
| Vatikán             |               | papež František | státní sekretář Pietro Parolin předseda governorátu Giuseppe Bertello                                                                           |

## Severní a střední Amerika
| Název státu               | Státní vlajka | Hlava státu | Předseda vlády                                               |
| ------------------------- | ------------- | --- | ------------------------------------------------------------ |
| Antigua a Barbuda         |               | královna Alžběta II. – generální guvernér Rodney Williams                                                                   | Gaston Browne                                                |
| Bahamy                    |               | královna Alžběta II. – generální guvernérka Dame Marguerite Pindlingová                                                     | Perry Christie (do 11. 5.) Hubert Minnis (od 11. 5.)         |
| Barbados                  |               | královna Alžběta II. – generální guvernér Elliott Belgrave (do 30. 6.) dočasný generální guvernér Philip Greaves (od 1. 7.) | Freundel Stuart                                              |
| Belize                    |               | královna Alžběta II. – generální guvernér Sir Colville Young                                                                | Dean Barrow                                                  |
| Dominika                  |               | prezident Charles Savarin                                                                                                   | Roosevelt Skerrit                                            |
| Dominikánská republika    |               | prezident Danilo Medina | Danilo Medina                                                |
| Grenada                   |               | královna Alžběta II. – generální guvernérka Dame Cécile La Grenade                                                          | Keith Mitchell                                               |
| Guatemala                 |               | prezident Jimmy Morales | Jimmy Morales                                                |
| Haiti                     |               | dočasný prezident Jocelerme Privert (do 7. 2.) prezident Jovenel Moïse (od 7. 2.)                                           | Enex Jean-Charles (do 21. 3.) Jack Guy Lafontant (od 21. 3.) |
| Honduras                  |               | prezident Juan Orlando Hernández                                                                                            | Juan Orlando Hernández                                       |
| Jamajka                   |               | královna Alžběta II. – generální guvernér Sir Patrick Allen                                                                 | Andrew Holness                                               |
| Kanada                    |               | královna Alžběta II. – generální guvernér David Johnston (do 2. 10.) generální guvernérka Julie Payetteová (od 2. 10.)      | Justin Trudeau                                               |
| Kostarika                 |               | prezident Luis Guillermo Solís                                                                                              | Luis Guillermo Solís                                         |
| Kuba                      |               | prezident Raúl Castro | Raúl Castro                                                  |
| Mexiko                    |               | prezident Enrique Peña Nieto                                                                                                | Enrique Peña Nieto .                                         |
| Nikaragua                 |               | prezident Daniel Ortega | Daniel Ortega                                                |
| Panama                    |               | prezident Juan Carlos Varela                                                                                                | Juan Carlos Varela                                           |
| Salvador                  |               | prezident Salvador Sánchez Cerén                                                                                            | Salvador Sánchez Cerén                                       |
| Spojené státy americké    |               | prezident Barack Obama (do 20. 1.) prezident Donald Trump (od 20. 1.)                                                       | Barack Obama (do 20. 1.) Donald Trump (od 20. 1.)            |
| Svatá Lucie               |               | královna Alžběta II. – generální guvernérka Pearlette Louisyová                                                             | Allen Chastanet                                              |
| Svatý Kryštof a Nevis     |               | královna Alžběta II. – generální guvernér Sir Samuel Weymouth Tapley Seaton                                                 | Timothy Harris                                               |
| Svatý Vincenc a Grenadiny |               | královna Alžběta II. – generální guvernér Sir Frederick Ballantyne                                                          | Ralph Gonsalves                                              |
| Trinidad a Tobago         |               | prezident Anthony Carmona                                                                                                   | Keith Rowley                                                 |

## Jižní Amerika
| Název státu | Státní vlajka | Hlava státu                                                            | Předseda vlády                                         |
| ----------- | ------------- | ---------------------------------------------------------------------- | ------------------------------------------------------ |
| Argentina   |               | prezident Mauricio Macri                                               | Mauricio Macri                                         |
| Bolívie     |               | prezident Evo Morales                                                  | Evo Morales                                            |
| Brazílie    |               | prezident Michel Temer                                                 | Michel Temer                                           |
| Ekvádor     |               | prezident Rafael Correa (do 24. 5.) prezident Lenín Moreno (od 24. 5.) | Rafael Correa (do 24. 5.) Lenín Moreno (od 24. 5.)     |
| Guyana      |               | prezident David Granger                                                | Moses Nagamootoo                                       |
| Chile       |               | prezidentka Michelle Bacheletová                                       | Michelle Bacheletová                                   |
| Kolumbie    |               | prezident Juan Manuel Santos                                           | Juan Manuel Santos                                     |
| Paraguay    |               | prezident Horacio Cartes                                               | Horacio Cartes                                         |
| Peru        |               | prezident Pedro Pablo Kuczynski                                        | Fernando Zavala (do 17. 9.) Mercedes Aráoz (od 17. 9.) |
| Surinam     |               | prezident Dési Bouterse                                                | Dési Bouterse                                          |
| Uruguay     |               | prezident Tabaré Vázquez                                               | Tabaré Vázquez                                         |
| Venezuela   |               | prezident Nicolás Maduro                                               | Nicolás Maduro                                         |

## Oceánie
| Název státu                  | Státní vlajka | Hlava státu | Předseda vlády                                           |
| ---------------------------- | ------------- | --- | -------------------------------------------------------- |
| Austrálie                    |               | královna Alžběta II. – generální guvernér Sir Peter Cosgrove | Malcolm Turnbull                                         |
| Federativní státy Mikronésie |               | prezident Peter M. Christian | Peter M. Christian                                       |
| Fidži                        |               | prezident Jioji Konrote | Frank Bainimarama                                        |
| Kiribati                     |               | prezident Taneti Maamau | Taneti Maamau                                            |
| Marshallovy ostrovy          |               | prezidentka Hilda Heineová | Hilda Heineová                                           |
| Nauru                        |               | prezident Baron Waqa | Baron Waqa                                               |
| Nový Zéland                  |               | královna Alžběta II. – generální guvernérka Dame Patsy Reddyová | Bill English (do 26. 10.) Jacinda Ardernová (od 26. 10.) |
| Palau                        |               | prezident Tommy Remengesau | Tommy Remengesau                                         |
| Papua Nová Guinea            |               | královna Alžběta II. – generální guvernér Sir Michael Ogio (do 18. 2.) dočasný generální guvernér Theodore Zurenuoc (od 18. 2. do 28. 2.) generální guvernér Bob Dadae (od 18. 2.) | Peter O'Neill                                            |
| Samoa                        |               | náčelník Tufuga Efi (do 20. 7.) náčelník Va'aletoa Sualauvi II. (od 20. 7.) | Tuilaepa Aiono Sailele Malielegaoi                       |
| Šalomounovy ostrovy          |               | královna Alžběta II. – generální guvernér Frank Kabui | Manasseh Sogavare (do 15. 11.) Rick Hou (od 15. 11.)     |
| Tonga                        |               | král Tupou VI. | ʻAkilisi Pōhiva                                          |
| Tuvalu                       |               | královna Alžběta II. – generální guvernér Iakoba Taeia Italeli | Enele Sopoaga                                            |
| Vanuatu                      |               | prezident Baldwin Lonsdale (do 17. 6.) dočasný prezident Esmon Saimon (od 17. 6. do 6. 7.) prezident Tallis Obed Moses (od 6. 7.)                                                  | Charlot Salwai                                           |

## Státy se sporným mezinárodním uznáním
| Název státu      | Státní vlajka | Hlava státu                                                                 | Předseda vlády                                    |
| ---------------- | ------------- | --------------------------------------------------------------------------- | ------------------------------------------------- |
| Abcházie         |               | prezident Raul Chadžimba                                                    | Beslan Bartsits                                   |
| Jižní Osetie     |               | prezident Leonid Tibilov (do 21. 4.) prezident Anatolij Bibilov (od 21. 4.) | Domenty Kulumbegov                                |
| Kosovo           |               | prezident Hashim Thaçi                                                      | Isa Mustafa (do 9. 9.) Ramuš Haradinaj (od 9. 9.) |
| Náhorní Karabach |               | prezident Bako Sahakyan                                                     | Arayik Harutyunyan                                |
| Severní Kypr     |               | prezident Mustafa Akinci                                                    | Hüseyin Özgürgün                                  |
| Palestina        |               | prezident Mahmúd Abbás                                                      | Rami Hamdalláh                                    |
| Tchaj-wan        |               | prezidentka Cchaj Jing-wen                                                  | Lin Čchüan (do 8. 9.) Laj Čching-te (od 8. 9.)    |
| Západní Sahara   |               | prezident Brahim Ghali                                                      | Abdelkader Taleb Oumar                            |